# 坎特勒爾米爾 (加利福尼亞州)
坎特勒爾米爾（英語：Cantrall Mill）是位於美國加利福尼亞州莫多克縣的一個非建制地區。該地的面積和人口皆未知。

## 地理
坎特勒爾米爾的座標為41°19′09″N 120°19′39″W / 41.31917°N 120.32750°W，而該地的平均海拔高度為1889米（即6033英尺）。